# 燕侯克
燕侯克，姬姓，名克，諡號不詳。《史記》及其他古代文獻無載。
1989年，《北京琉璃河出土西周有銘銅器座談紀要》公佈了1193號西周大墓出土的“克罍”、“克盉”銘文。部分學者認為器物銘文的“克”是指第一代燕侯。有關他的身世，陳平在《燕史紀事編年会按》匯集眾說，條分縷析，認為他是召公的兒子。因召公在周輔政，其子克被封於燕（今河北北部），都城在薊（今北京），是後來燕國的始祖。

## 參看
- 琉璃河遗址

| 前任： 父 召公奭 | 燕國君主 前1046年—前？年 | 繼任： 弟 燕侯旨 |